# Funkcja przenoszenia kontrastu
Funkcja przenoszenia kontrastu (CTF) – narzędzie do opisu właściwości kontrastu systemu optycznego. Zapewnia wartość przeniesienia kontrastu jako funkcję odwrotnego wektora falowego k widma Fouriera obrazu. W przypadku próbki o pojedynczej częstotliwości przestrzennej funkcję przenoszenia kontrastu amplitudy (aCTF) i struktury fazowej (pCTF) można ogólnie zapisać jako:
{\displaystyle aCTF(k)=-cos(\gamma (k))}
{\displaystyle pCTF(k)=sin(\gamma (k))}
z przesunięciem fazowym CTF:
{\displaystyle \gamma (k)=2\pi (-{\frac {1}{2}}\Delta z\lambda k^{2}+{\frac {1}{4}}C_{S}{\frac {\lambda }{3}}k^{4})}
gdzie:
Δz oznacza rozogniskowanie, Cs jest stałą aberracji sferycznej mikroskopu z soczewka obiektywową, λ jest długością fali, a k modułem wektora częstotliwości przestrzennej.
W przypadku obiektu fazowego można zaniedbać strukturę amplitudy tak, że próbka jest opisywana tylko przez funkcję przenoszenia kontrastu fazowego, której będzie odpowiadać CTF.
W rzeczywistości CTF jest tłumiony wykładniczo w celu zwiększenia częstotliwości przestrzennej z powodu aberracji. Jednakże tłumienie nie wpływa na ogólny kształt CTF. Konwencjonalny CTF jest funkcją sinusoidalną, dlatego w obszarze od 0 nie jest przenoszony kontrast lub jest przenoszony w bardzo niewielkim stopniu. Niewielkie obiekty fazowe (<1nm) są niewidoczne w konwencjonalnym TEM. Jest to szczególnie problematyczne, gdyż obiekty w próbkach biologicznych, takie jak błony, organella komórkowa lub białka, mają rozmiar 3–100 nm.
Głównym efektem uzyskiwanym przez zastosowanie płytki fazowej jest zmiana CTF z typu sinusowego konwencjonalnego TEM na typ cosinus. W miejscu, gdzie jedna krzywa ma wartość zero, druga posiada wartość maksymalną. CTF płytki fazowej zaczyna się w punkcie kCO, który jest tak zwaną częstotliwością „odcięcia”.